# Територіальна еволюція Швейцарії

Карта територіальної еволюції Старої Швейцарської конфедерації (1291—1798).

Територіальна еволюція Швейцарії відбувалася шляхом придбання чи завоювання сусідніх територій історичними кантонами Старої Швейцарської конфедерації. Територіальне розширення відбувалося в два великі етапи: зростання від початкових трьох «лісових кантонів» до «вісьмох кантонів» (нім. Acht Orte) протягом 1332—1353 рр. в пізньому Середньовіччі, а також розширення до «тринадцятьох кантонів» (нім. Dreizehn Orte) протягом 1481—1513, що передувало періоду швейцарської Реформації.
Завдяки наполеонівському Акту посередництва (1803) Гельветійська Республіка, заснована Наполеоном в 1798 році, приєднала додаткові території колишніх союзників Швейцарської Конфедерації, включно з Абатством Святого Галла і Трьома Лігами. Після Віденського конгресу 1815 року до «відновленої» Конфедерації були приєднані території Вале, швейцарської Юри та Женеви.
Відновлена Конфедерація була конфедерацією номінально незалежних держав, поки Швейцарія не стала федеративною державою в 1848 році. Деякі територіальні суперечки все ще існували і були вирішені в 1850—1860-х роках. Відтоді територія Швейцарії залишалася незмінною (за винятком незначних поправок на кордоні) до 1863 року.
Відтоді була низка невдалих пропозицій щодо подальшого розширення. Найбільш реалістичним з них було можливе приєднання Форарльберга після референдуму, проведеного там у 1919 році, на якому 81 % жителів Форарльберга проголосували за приєднання до Швейцарії; але замість цього Форарльберг був включений до складу Першої Австрійської Республіки. Після Другої світової війни відбулося коротке й невдале відродження алеманського сепаратизму, а в другій половині XX століття не було серйозних політичних сценаріїв подальшого розширення Швейцарії. З 2008 року подібні пропозиції знову обговорювалися, принаймні як гіпотетичні, як вираз євроскептицизму, що відображає бажання територій у складі країн-членів Європейського Союзу вийти з Європейського Союзу.
Оскільки наразі не існує законодавчої бази, яка б регулювала прийняття нових кантонів, будь-яке розширення, як питання швейцарського законодавства, вимагало б внесення змін до федеральної конституції Швейцарії, а, отже, всенародного референдуму. Відповідну пропозицію вніс представник Юри Домінік Беттіг у 2010 році, але її було знято після того, як Беттіга не переобрали в 2011 році.

## Стара Швейцарська конфедерація

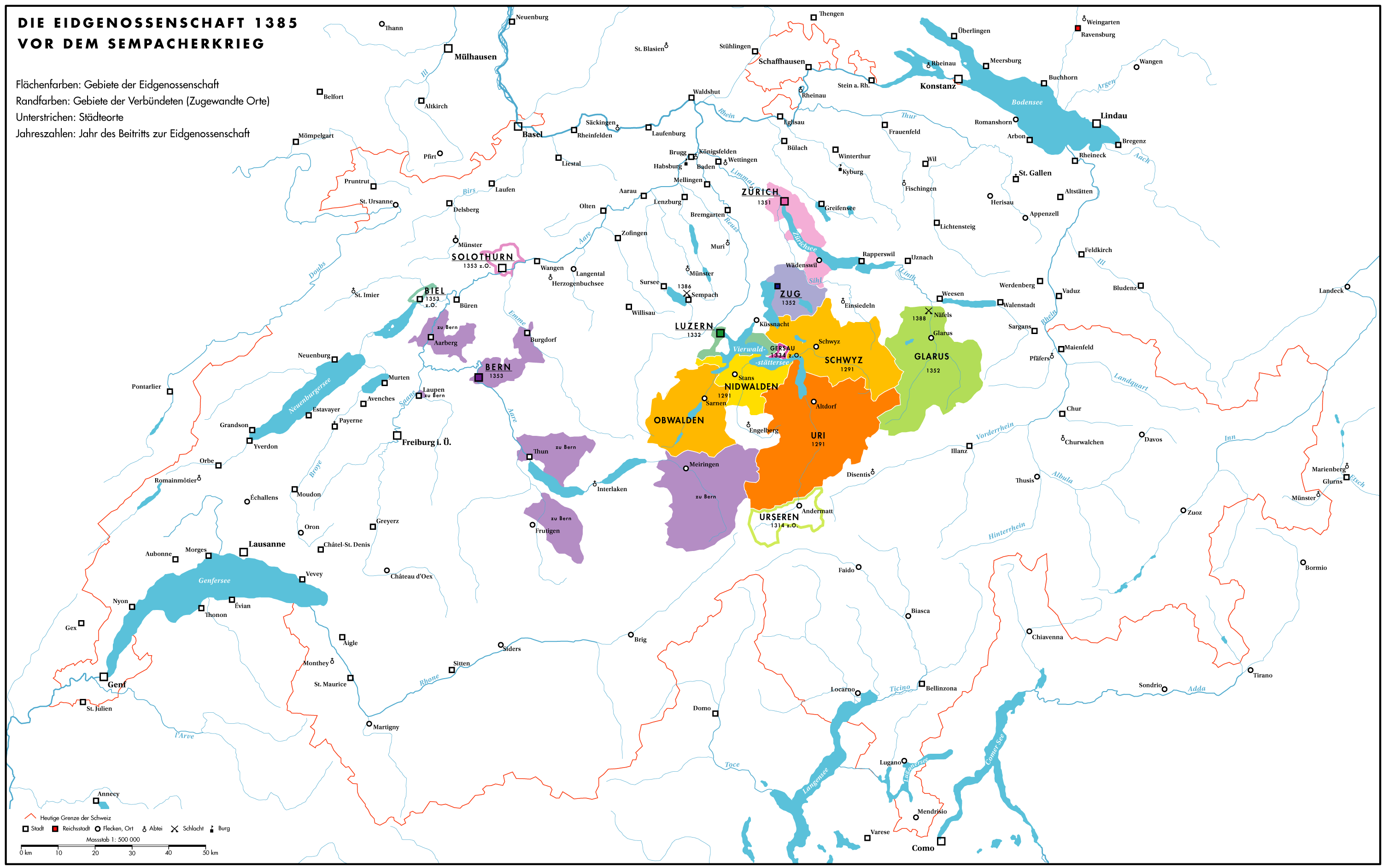
Карта Старої Швейцарської конфедерації (Acht Orte) 1385 року.

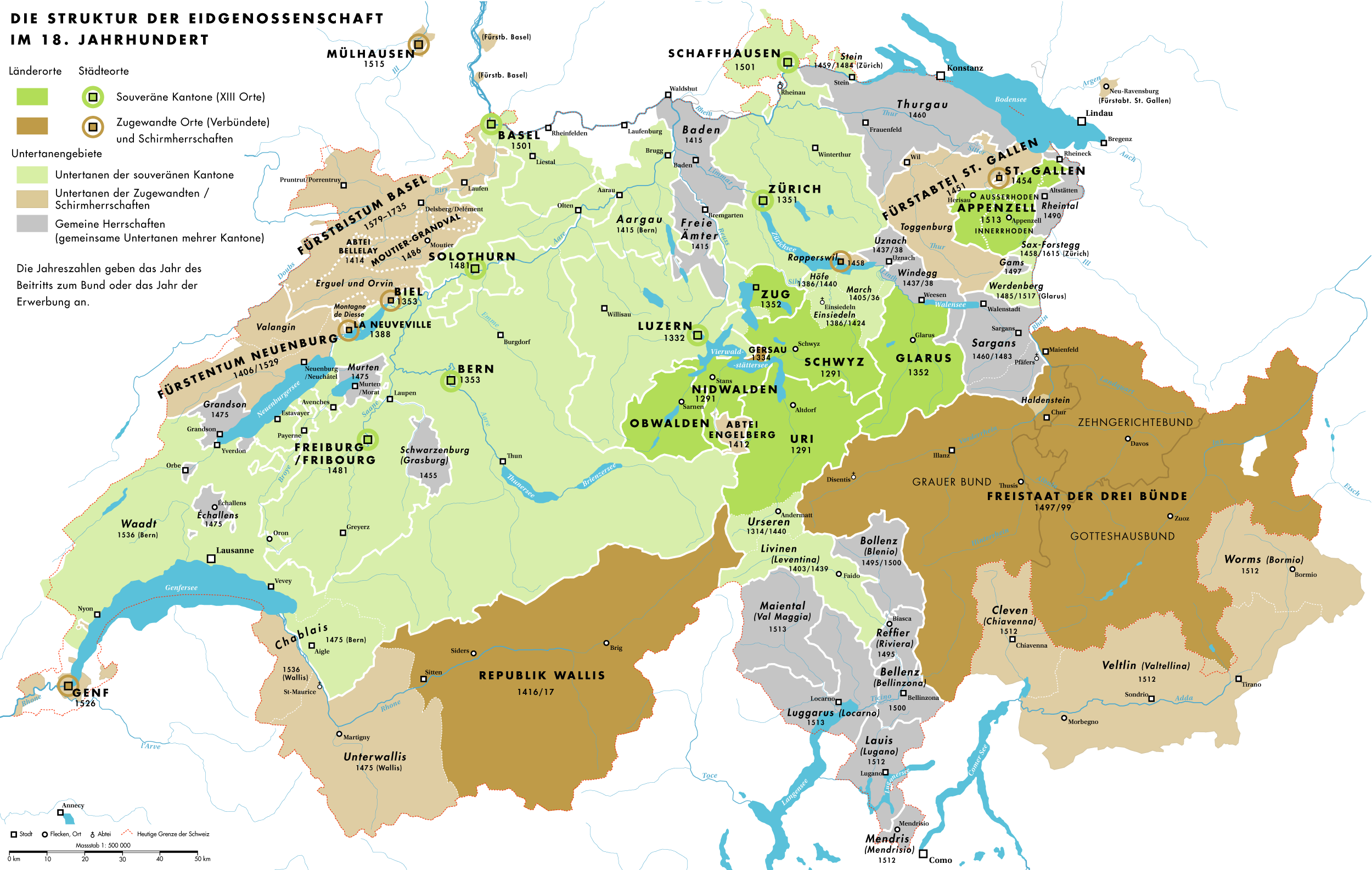
Карта Старої Швейцарської конфедерації (Dreizehn Orte) у 18 столітті

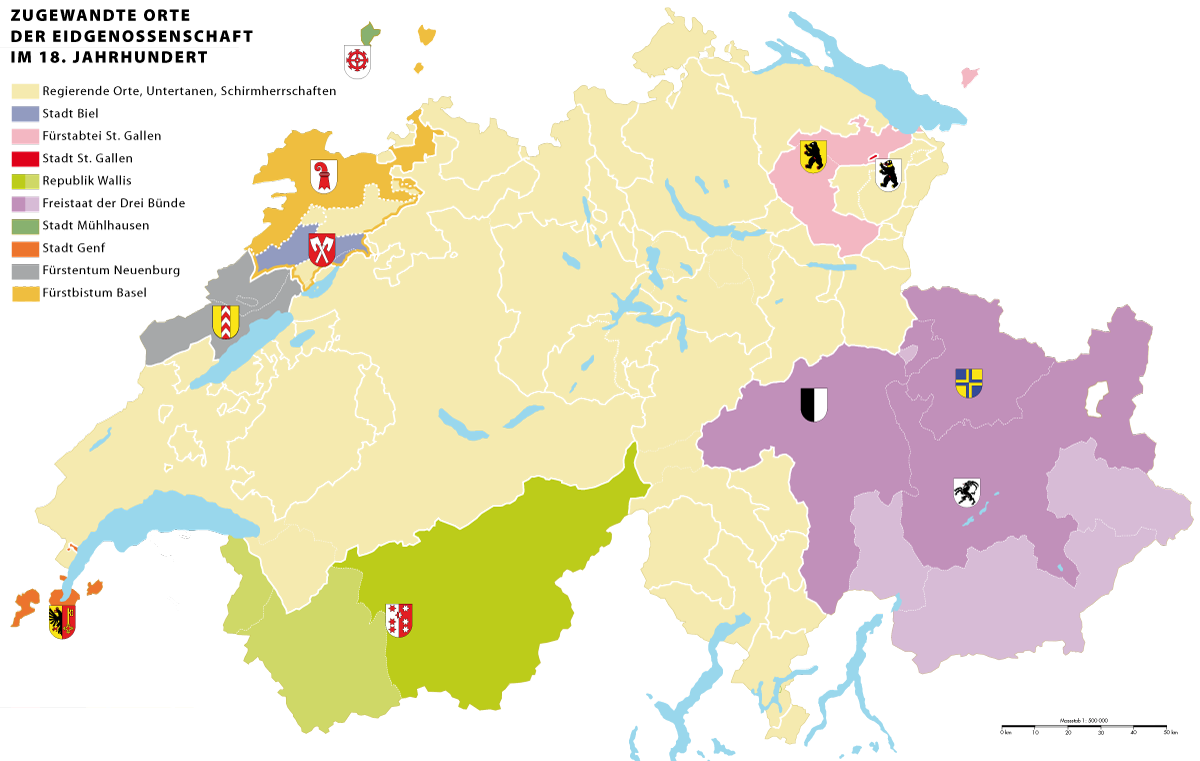
Zugewante Orte (Асоційовані держави) Старої Швейцарської Конфедерації у 18 столітті

Швейцарія, багатомовна федерація з 26 кантонів, витоки якої лежать в оборонному присяжному союзі альпійських долин приблизно в кінці XIII століття, виросла через приєднання нових держав і територій протягом XIV—XVI століть. Приєднання Аппенцелля в 1513 році завершило розростання Конфедерації до тринадцяти кантонів раннього Нового часу. Вале став «вічним сподвижником» Конфедерації в 1529 році. У 1536 р. швейцарський кантон Берн анексував савойський кантон Во.
Женева шукала союзу зі Швейцарською Конфедерацією (щоб захистити себе від Савойського герцогства) з початку XVI століття. Укладення вічного договору з протестантськими кантонами Берном і Цюрихом у 1584 році тісно пов'язало Женеву зі Швейцарією, але католицькі кантони, які вступили в союз із герцогами Савойськими з 1560 року, виступали проти повного приєднання Женеви як члена Конфедерації.
Крім кантонів, у Старій Швейцарській Конфедерації було кілька асоційованих держав (Zugewandte Orte), до яких входили Сім десятих (Вале), Три Ліги (в основному сучасний Граубюнден) та Імперське абатство Святого Галла.

## Наполеонівська епоха, реставрація та регенерація

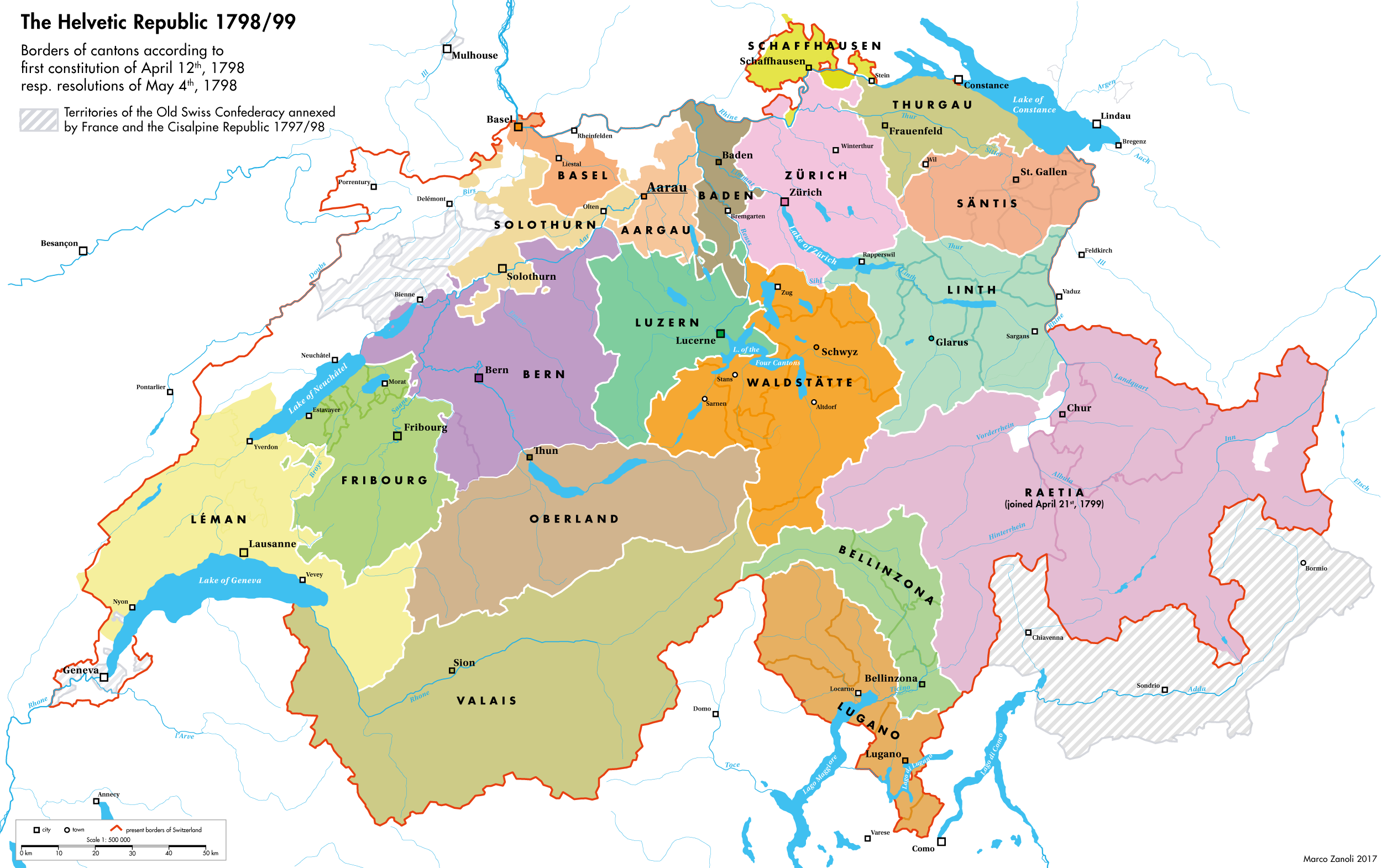
Карта Гельветійської Республіки (1798 р.)

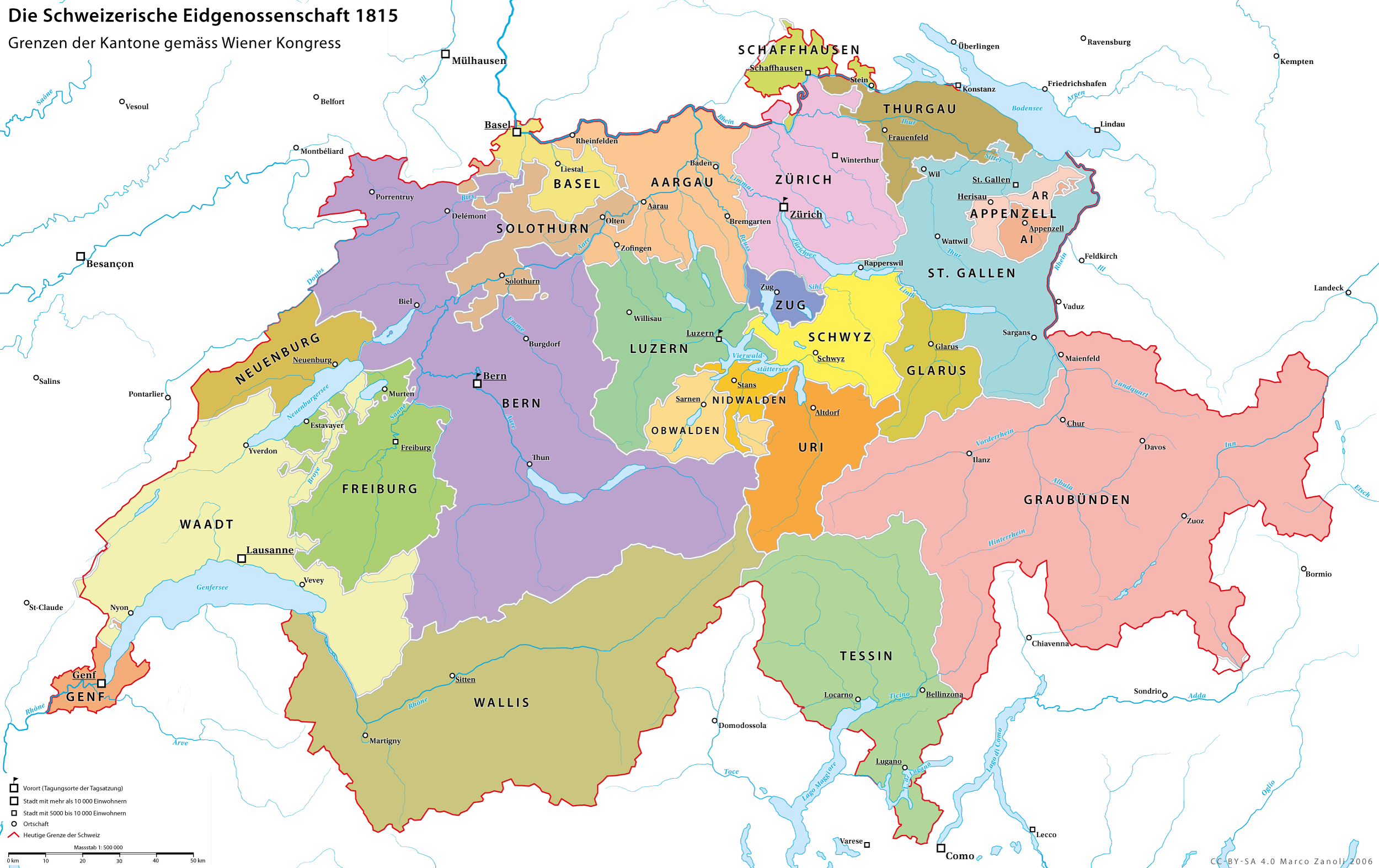
Карта Швейцарії 1815 року

Нові кантони були додані лише в сучасний період, протягом 1803—1815 років; в основному це стосувалося колишніх підлеглих територій, які тепер визнаються повноцінними кантонами (таких як Во, Тічино й Ааргау), і повної інтеграції територій, які були більш слабкими союзниками Конфедерації (таких як Женева, Вале та Граубюнден).
Граубюнден приєднався з Актом посередництва в 1803 році. У той час територія Тарашп, колишній ексклав на території Ліги Божого дому, відійшла до Австрії. Так само, новостворений кантон Ааргау включав територію Фрикталь, яка раніше залишалася єдиною територією, що залишилася від Рейну під прямим контролем Габсбургів. Кантон Санкт-Галлен був створений в той же час із ряду різних територій, які, однак, раніше були або союзниками, або підпорядкованими швейцарським кантонам.
Територія Женеви роздроблена, є різні анклави або анклави савойської та французької території, а з територією Швейцарії немає ніякого зв'язку. Зусиллями Шарля Пікте де Рошмона, Віденська конференція вирішила об'єднати сім комун (Пай-де-Жекс) у Франції для створення сухопутного коридору між Женевою та Швейцарією.
Вальтелліна була територією Трьох Ліг з XV століття до 1797 року, коли вона була анексована Цизальпійською Республікою. Віденський конгрес розглядав можливість відновлення Вальтелліни в Граубюнден, а отже, і в Швейцарії, але Австрія вважала стратегічне значення території занадто високою, і замість цього вона стала частиною Королівства Ломбардія-Венеція. Втрата Вальтелліни залишалася іредентистською проблемою в Граубюндені до XX століття.
Разом з Вальтелліною К'явенна була втрачена Цизальпійською республікою в 1797 році, і Віденський конгрес також відхилив її відновлення у Швейцарії. Хоча Швейцарія визнала втрату самої К'явенни, Валле-ді-Лей на північ від К'явенни була зазначена як швейцарська територія на карті Дюфура 1858 року. Лише в 1863 році Швейцарія досягла порозуміння з Королівством Італія щодо точного визначення швейцарсько-італійського кордону.
Віденський конгрес розподілив територію Базельського князівства-єпископства (часово приєднаного Францією) до Берну і Базеля.
Комуна Ле-Серне-Пекіньйо була частиною Франш-Конте і надалі Французького королівства з 1678 року. Відповідно до Паризького договору від 30 травня 1814 року він мав бути переданий Невшателю, але необхідне виправлення кордону стало офіційним лише 1 лютого 1819 року. Так само Рецюнс був переданий Австрією назад до складу Швейцарії 19 січня 1819 року.
Швейцарія в 1815 році все ще була конфедерацією, а не повністю інтегрованою федерацією. Кантон Невшатель приєднався в 1815 році як член конфедерації, але водночас був монархією, її сувереном був Фрідріх Вільгельм IV Прусський. Хоча Невшатель став республікою в результаті мирної революції в 1848 році, того ж року Швейцарія стала федерацією, Фрідріх Вільгельм відмовився від своїх претензій на цей район у 1857 році після кількох спроб контрреволюції, що завершилися Невшательською кризою.
Уздовж німецько-швейцарського кордону залишався ряд територіальних суперечок, особливо щодо територій Тургау і Шаффгаузену. Статус Тегермоосу було вирішено в 1831 році, точні межі Шаффгаузену в 1839 році, а остаточні інші питання по 1854.
Коли Тічино вирішив стати частиною Швейцарської Конфедерації в 1798 році, жителі італійського ексклаву Кампйоне-д'Італія вирішили залишитися частиною Ломбардії. У 1800 році Тічино запропонував обмін Індеміні на Кампйоне. У 1814 році був проведений референдум, але жителі Кампйоне були проти. У 1848 році під час воєн за об'єднання Італії Кампйоне подав прохання до Швейцарії про анексію, але це було відхилено через бажання Швейцарії зберегти нейтралітет.

## Сучасна Швейцарія (1848— дотепер)

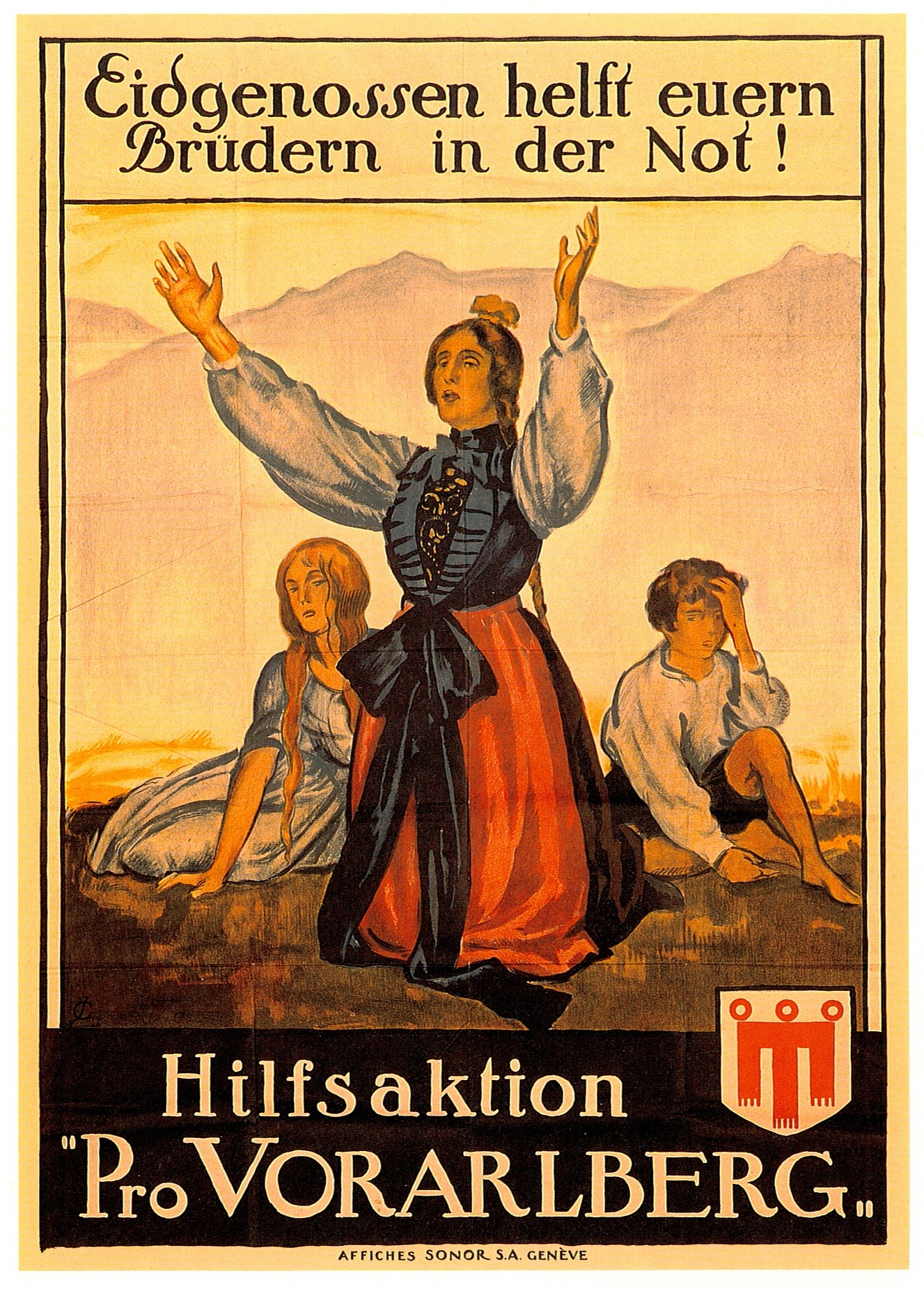
«Суприсяжники, допоможіть своїм братам у біді!» Швейцарський плакат руху Pro Vorarlberg, який виступає за приєднання Форарльберга, 1919.

Після об'єднання Італії в 1861 році усі території на захід від озера Лугано і половина озера були передані Швейцарії, щоб швейцарська торгівля та транспорт не проходили через Італію. Суфікс d'Italia був доданий до назви Кампйоне в 1930-х роках прем'єр-міністром Беніто Муссоліні, і були побудовані декоративні ворота до міста, як спроба підтвердити італійську приналежність ексклаву.
Після утворення Італійського королівства залишилися деякі територіальні суперечки, вирішені в Convenzione tra l'Italia e la Svizzera per l'accertamento della frontiera fra la Lombardia ed il Cantone dei Grigioni 1863 року З тих пір міжнародні кордони Швейцарії були безперечними і, за винятком незначних виправлень, незмінними (внутрішні кордони кантонів Швейцарії підлягали перегляду, здебільшого в контексті питання Юра). Подальші швейцарсько-італійські договори щодо ходу кордону датуються 1873/4, 1936/7 та 1941
Частина регіону Шабле на південь від Женевського озера була передана Віденським конгресом до Сардинського королівства, але оголошена демілітаризованою зоною, а Швейцарії було надано право окупувати як Шабле, так і Фосіньї для власного захисту у разі війни. У 1860 році, коли Франція приєднала Савою до Королівства П'ємонт-Сардинія, Наполеон III заявив про свій намір поступитися Шабле і Фосіньї Швейцарії, але пізніше відмовився від обіцянки. Швейцарська влада сама ставилася до цього питання неоднозначно, оскільки побоювалася дестабілізуючого впливу анексії двох католицьких провінцій на міжконфесійні відносини всередині країни. Але популярна думка в Швейцарії була обурена порушенням обіцянок Наполеоном. Швейцарія збільшила свою військову присутність на південному кордоні, щоб запобігти зіткненням між савойськими та швейцарськими нерегулярними військами. Криза поступово вщухала, оскільки стало зрозуміло, що Наполеон дотримується обіцянки нейтралітету Верхньої Савої, поновленої в Туринському договорі від 24 березня 1860 року. Але Швейцарія не визнала анексію Савої, і статус Шабле кілька разів подавався до Постійного суду міжнародного правосуддя між 1922 і 1932 роками
У 1918 році після Першої світової війни в невеликому ексклаві Бюзінген-ам-Гохрайн у Баден-Вюртемберзі відбувся референдум, на якому 96 % виборців вирішили стати частиною Швейцарії. Однак зміна країни так і не відбулася, оскільки Швейцарія не могла запропонувати нічого підходящого в обмін, і, отже, Бюзінген відтоді залишається ексклавом Німеччини. Пізніші спроби передати Бюзінген до Швейцарії також не увінчалися успіхом. Проте статус муніципалітету Бюзінген був офіційно визначений у 1967 році шляхом переговорів між тодішньою Західною Німеччиною та Швейцарією. Бюзінген-ам-Гохрайн офіційно став частиною швейцарської митної зони. Вона була фактично в митному союзі зі Швейцарією з 1947 року. У той же час західнонімецький ексклав Веренагоф, що складається лише з трьох будинків і одинадцяти громадян Західної Німеччини, дійсно став частиною Швейцарії.
На референдумі 1919 р. 81 % виборців Форарльберга проголосували за приєднання до Швейцарії, але через нечітку позицію швейцарського уряду та протидію союзників ці зусилля закінчилися невдачею. Уряд Швейцарії висловив готовність розглянути питання приєднання Форарльберга до Швейцарії, переважно для того, щоб запобігти його приєднанню до Німеччини. Зміни до швейцарського кордону, внесені після 1945 року, включають додавання загородження Лаго-ді-Лей до Швейцарії в 1950-х роках та обмін площею 1578 квадратних метрів з Францією в 2002 році

## Пропозиції щодо розширення
З моменту утворення Баден-Вюртембергу в 1952 році більше не було жодних серйозних політичних сценаріїв відходу територій Південної Німеччини до Швейцарії. Ідея була відновлена, принаймні в популярному дискурсі, в контексті зростання євроскептицизму з кінця 2000-х років. 
Опитування радіо ORF у жовтні 2008 року показало, що близько половини населення Форарльберга підтримає приєднання до Швейцарії.
У парламенті Швейцарії пропозицію 2010 року вніс представник Юрасі Домінік Беттіг і підписав її голова партії Швейцарська народна партія (SVP) Тоні Бруннер. Пропозиція пропонувала прилеглим до Швейцарії території запропонувати «швейцарську модель суверенітету» як альтернативу «повзучому приєднанню» Швейцарії до «централістичного» Європейського Союзу (ЄС). Можливими кандидатами на приєднання в пропозиції названо Ельзас (Франція), Аоста (Італія), Південний Тіроль (Італія), Юра (Франція), Форарльберг (Австрія), Айн (Франція), Савоя (Франція), Баден-Вюртемберг (Німеччина), Варезе (Італія), Комо (Італія) «та інші». Цей пропозицію широко розцінили як риторику проти ЄС, а не як серйозну пропозицію. У заяві від 19 травня 2010 року Федеральна рада Швейцарії рекомендувала його відхилити, кваліфікуючи це пропозицію як «провокацію». Він стверджував, що його прийняття буде вважатися недружнім актом країнами, що оточують Швейцарію, і що воно також буде суперечити міжнародному праву, яке, на думку уряду, не передбачає права на відділення, крім виняткових обставин. Ця тема привернула увагу європейських ЗМІ. Далі ЗМІ повідомляли про високий рівень очевидної народної підтримки приєднання до Швейцарії на відповідних територіях (як це відображено в Інтернет-опитуваннях та коментарях):
- У Комо онлайн-опитування, проведене La Provincia di Como у червні 2010 року, показало, що 74 % з 2500 респондентів підтримують приєднання до Швейцарії, яке вже давно підтримує місцева регіональна політична партія Lega Lombarda[en].
- Інше онлайн-опитування південнонімецької газети Südkurier показало, що майже 70 % респондентів відповіли «так, швейцарці ближче до нас у перспективах» на питання, чи повинна земля Баден-Вюртемберг приєднатися до Швейцарії. У газеті зазначається, що рідко тема, що викликала таку активність читачів.
- Ломбардська еко-націоналістична партія Domà Nunch відповіла на пропозицію Беттіга, пропонуючи інтеграцію між Швейцарією та італійською прикордонною зоною Інсубрія з метою приєднання до нової Конфедерації.[25]

На Сардинії у квітні 2014 року була створена неприбуткова організація Associazione Sardegna Canton Marittimo з метою виступати за відділення Сардинії від Італії та її перетворення в «морський кантон» Швейцарії.
Die Welt у червні 2014 року на основі дослідження ОЕСР опублікувала статтю, в якій стверджується, що Південна Німеччина більше схожа на Швейцарію, ніж на Північну чи Східну Німеччину. Після статті знову з'явилися повідомлення про високий рівень підтримки приєднання до Швейцарії в Південній Німеччині. Schwäbische Zeitung повідомила, що 86 % учасників онлайн-опитування висловлюють схвалення.
Також у 2014 році з'явилися повідомлення про рух у Південному Тіролі (на чолі з південним тирольцем, що проживає в Швейцарії), який пропонував анексію альпійської країни. Цим питанням був присвячений 6-й «Глобальний форум Südtirol», який відбувся в Больцано.
У 2018 році глава департаменту закордонних справ Швейцарії Іньяціо Кассіс, відповідаючи на депутатське запитання члена національної ради Марко Романо, заявив про «можливим» передачу італійського ексклаву Кампйоне-д'Італія кантону Тічино. Декларація була зроблена незабаром після банкрутства Casinò di Campione. Заступник міністра внутрішніх справ Італії Стефано Кандіані відповів, що Кампіоне д'Італія без сумніву є територією Італії.

## Карти територіальної еволюції Швейцарії

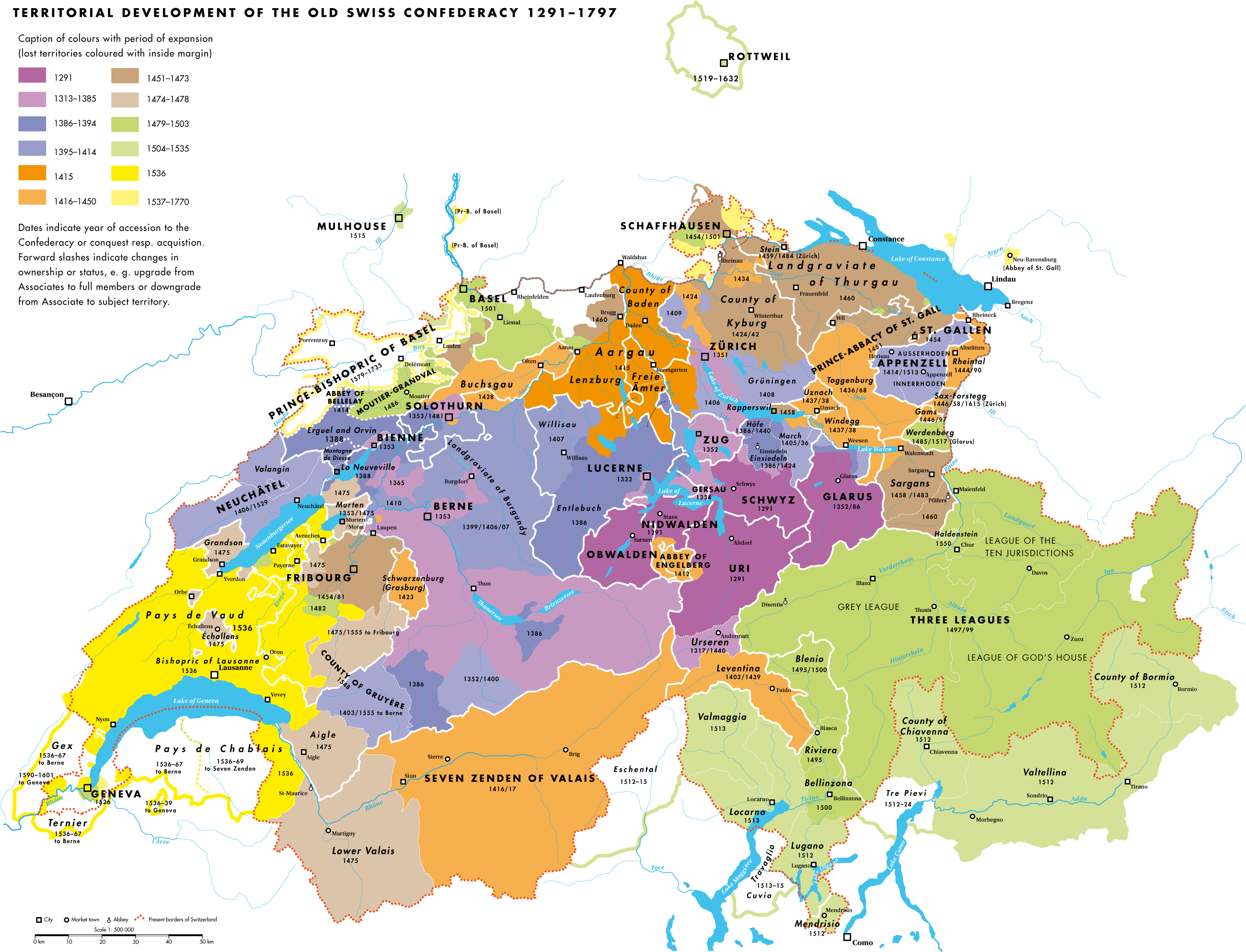
Територіальний розвиток Старошвейцарської Конфедерації, 1291–1797.
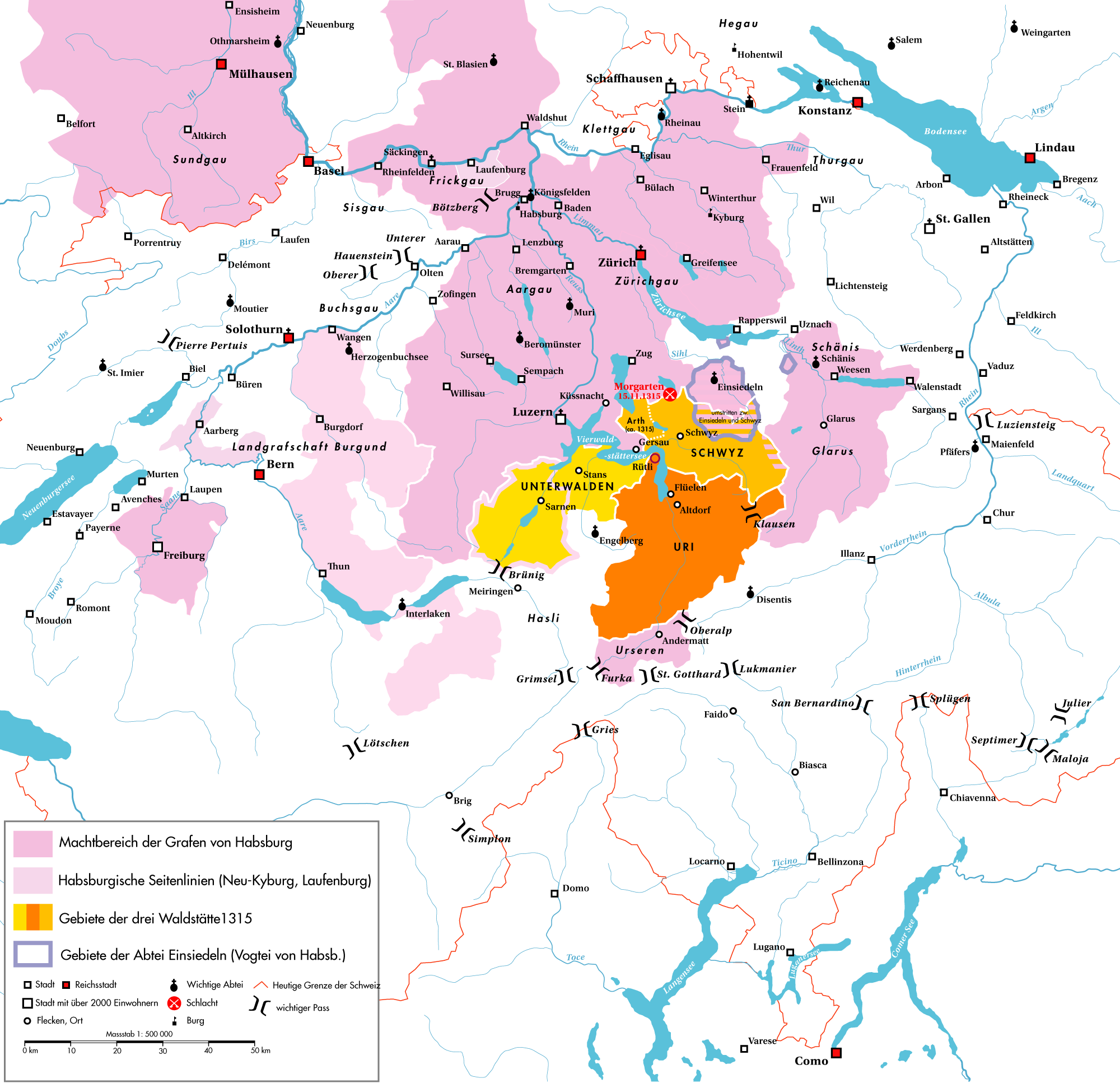
Швейцарія в 1315 році, перед битвою при Моргартені.
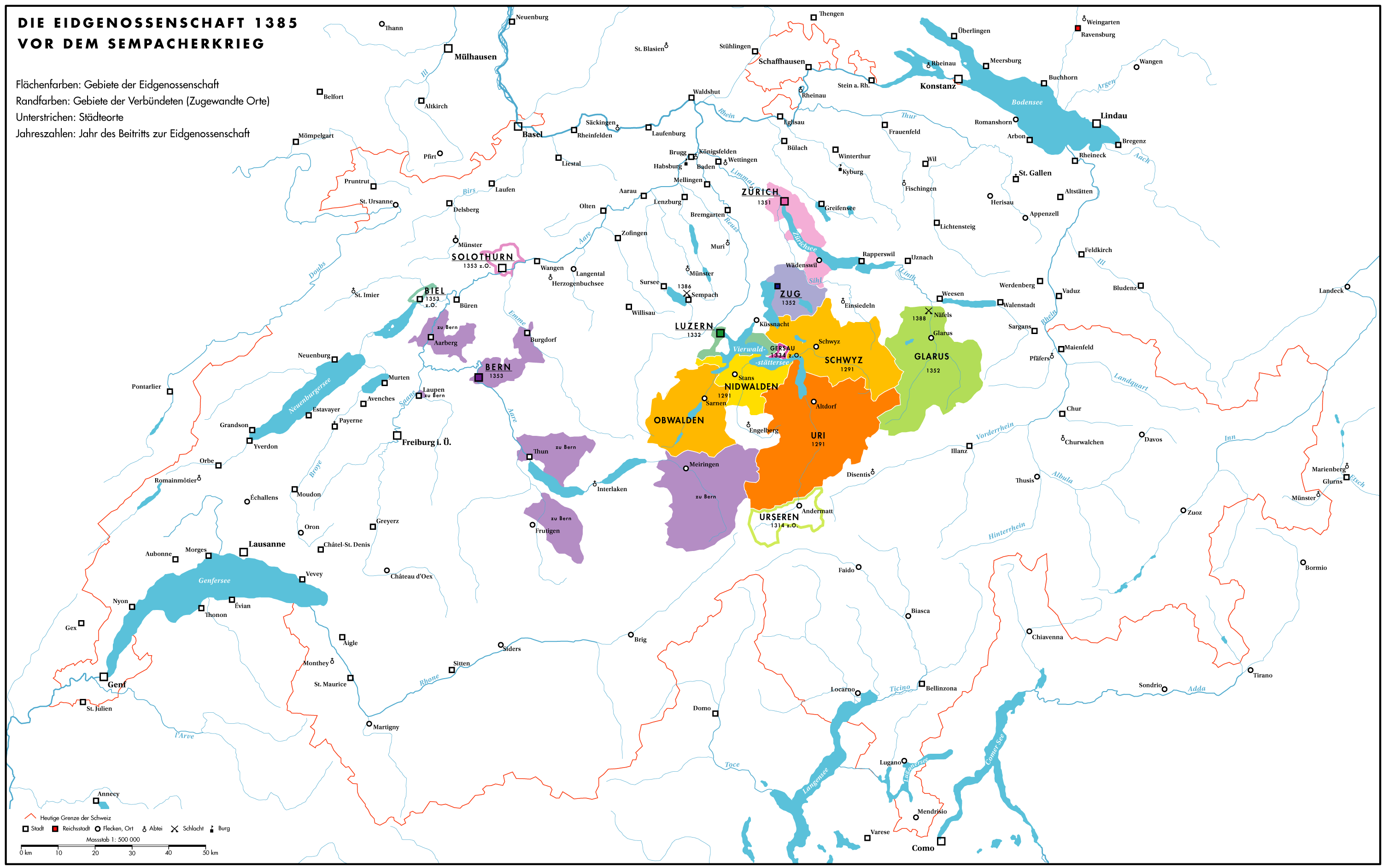
Швейцарія в 1385 році, перед битвою під Земпахом.
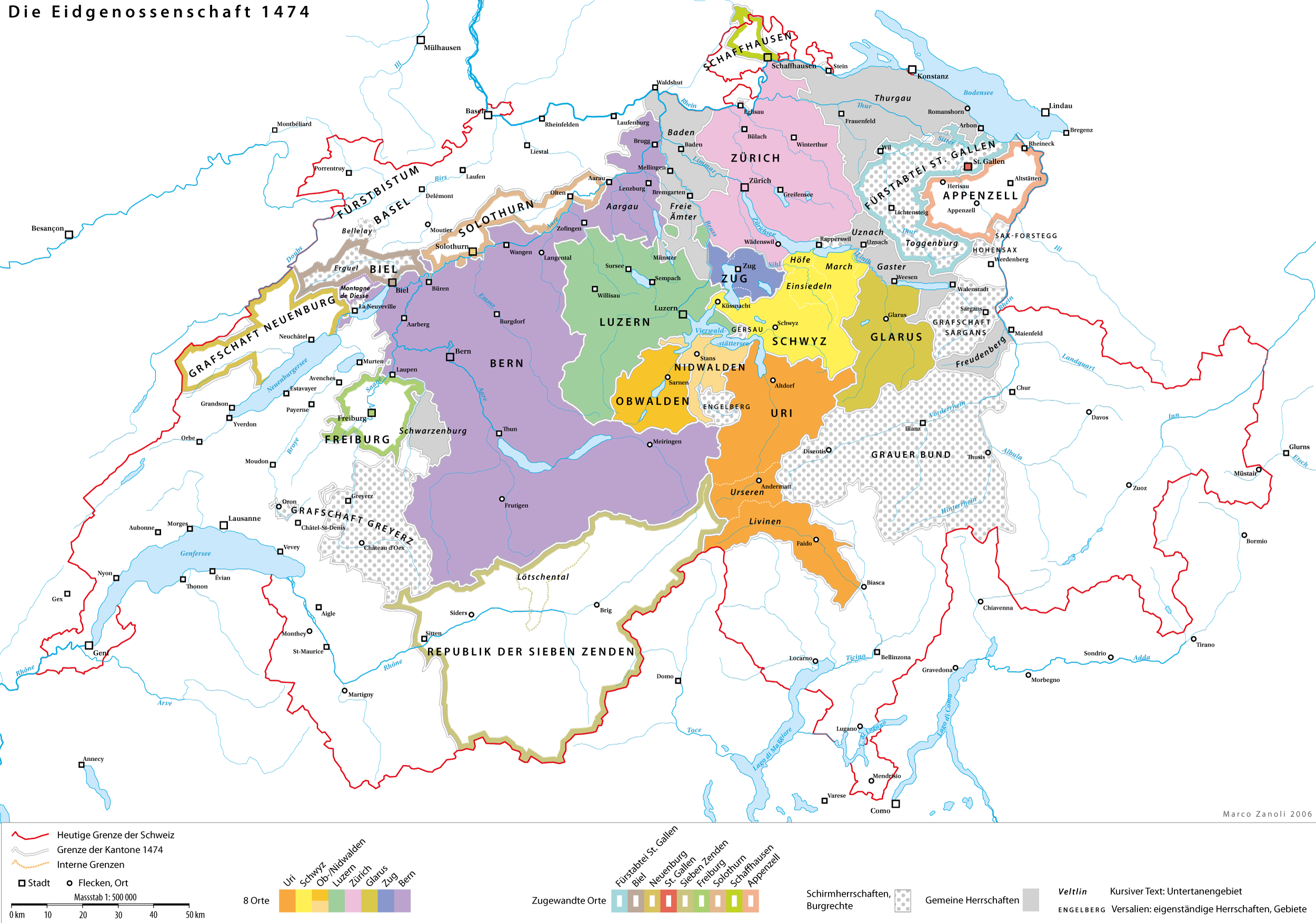
Швейцарія в 1474 році, перед Бургундськими війнами.
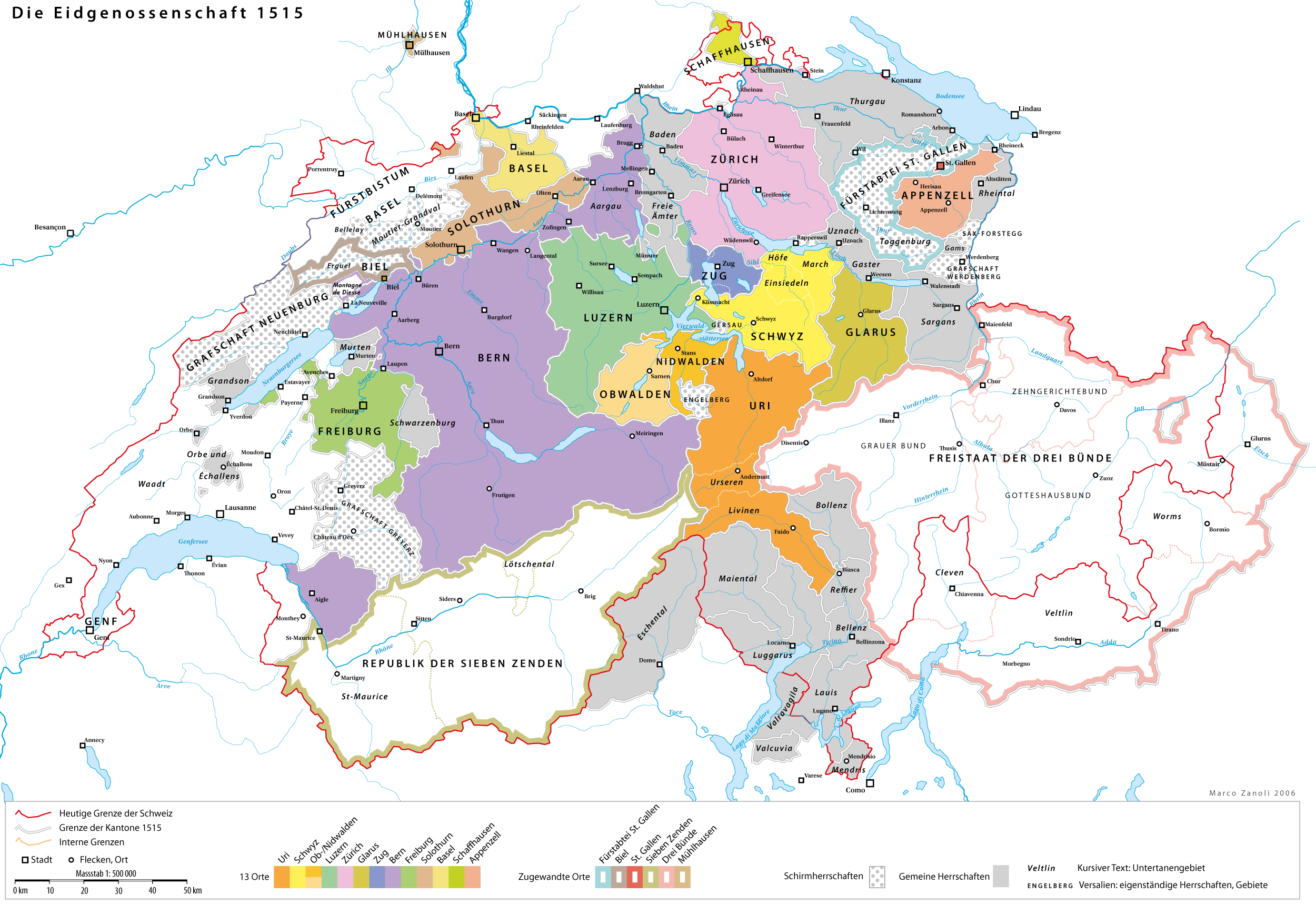
Швейцарія в 1515 році, перед битвою під Мариньяно.
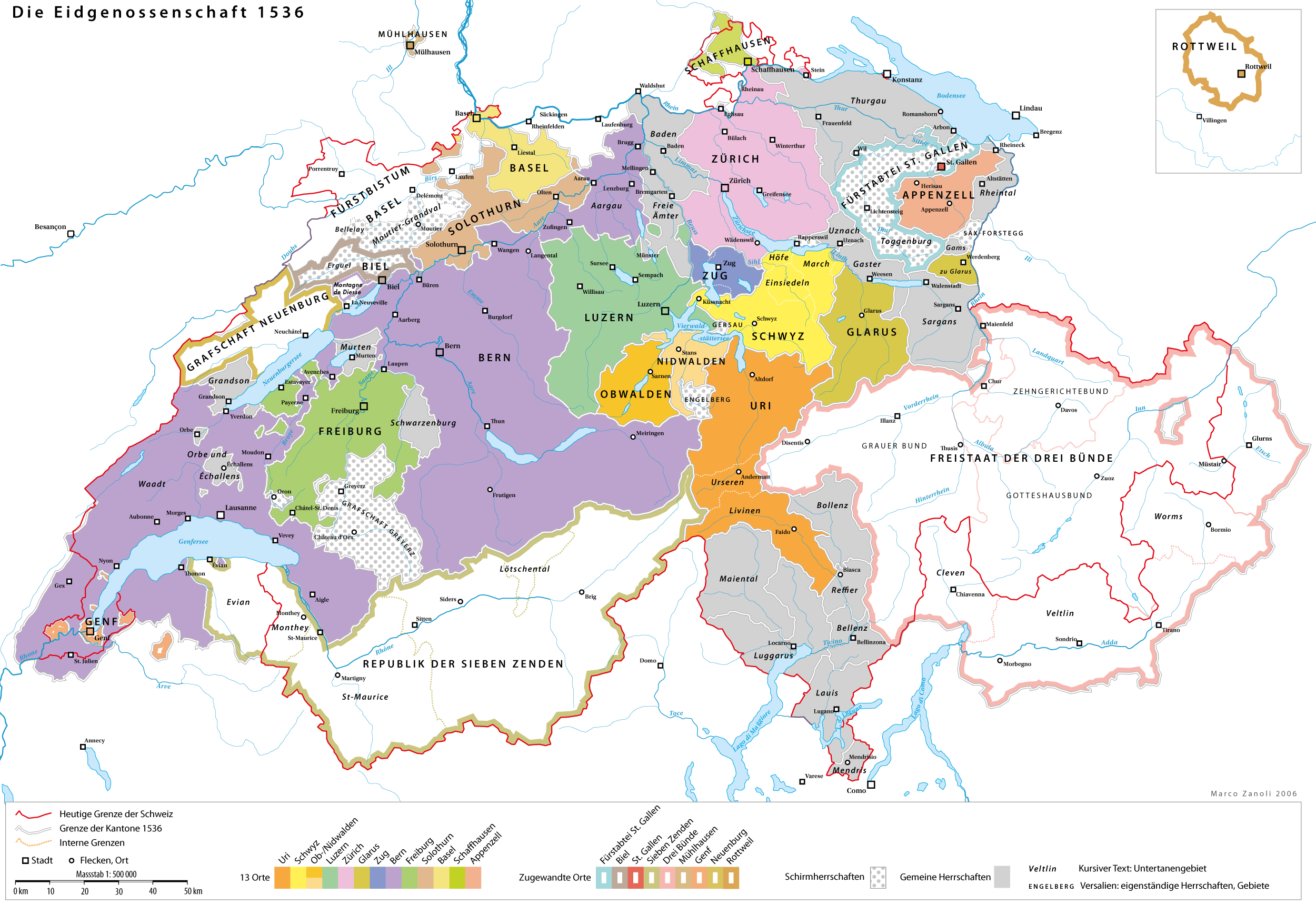
Швейцарія в 1536 році, під час Реформації, відразу після завоювання Во Берном і Фрібуром.
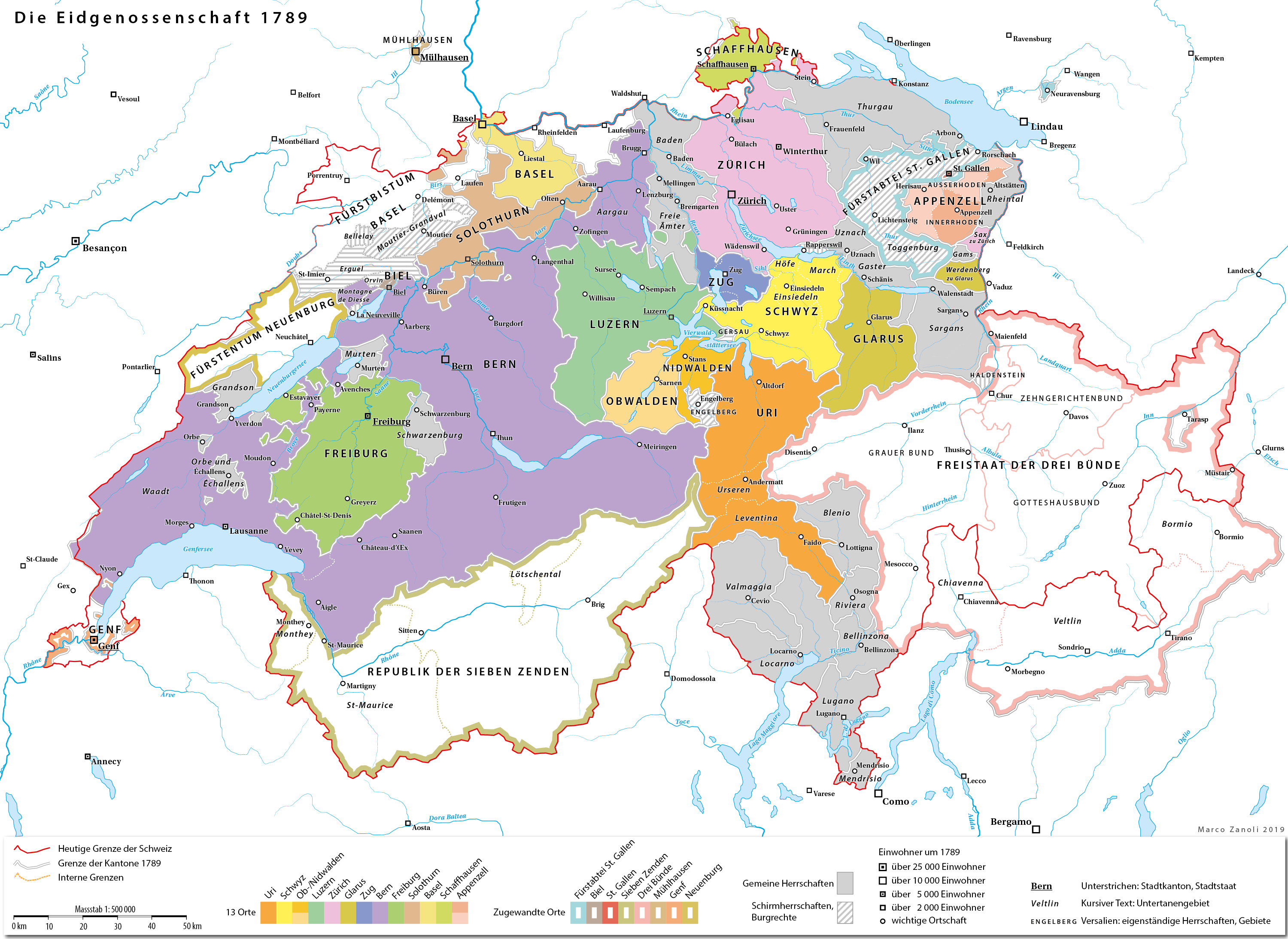
Швейцарія у XVIII ст.
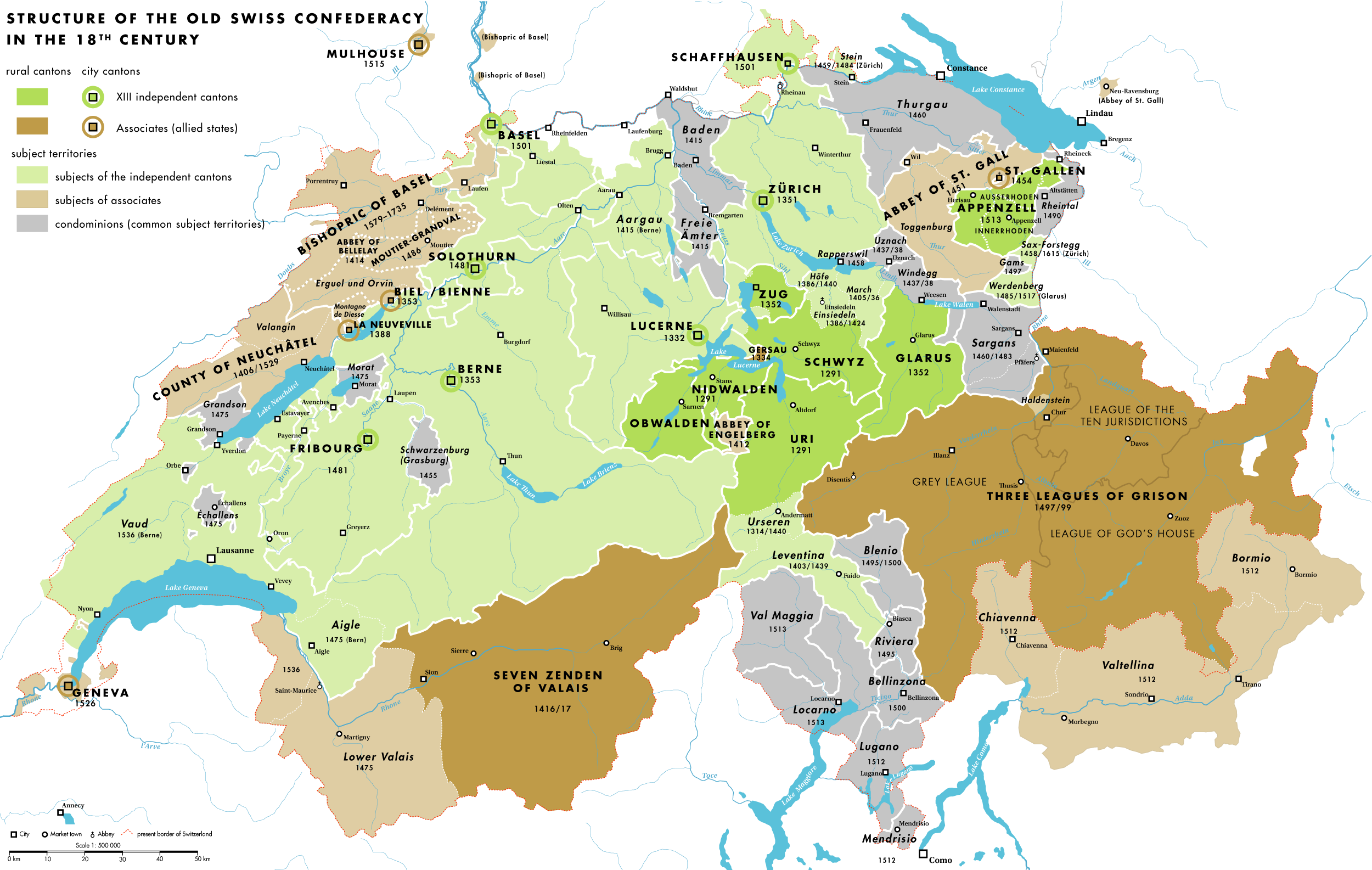
Ще одна карта Швейцарії XVIII століття.
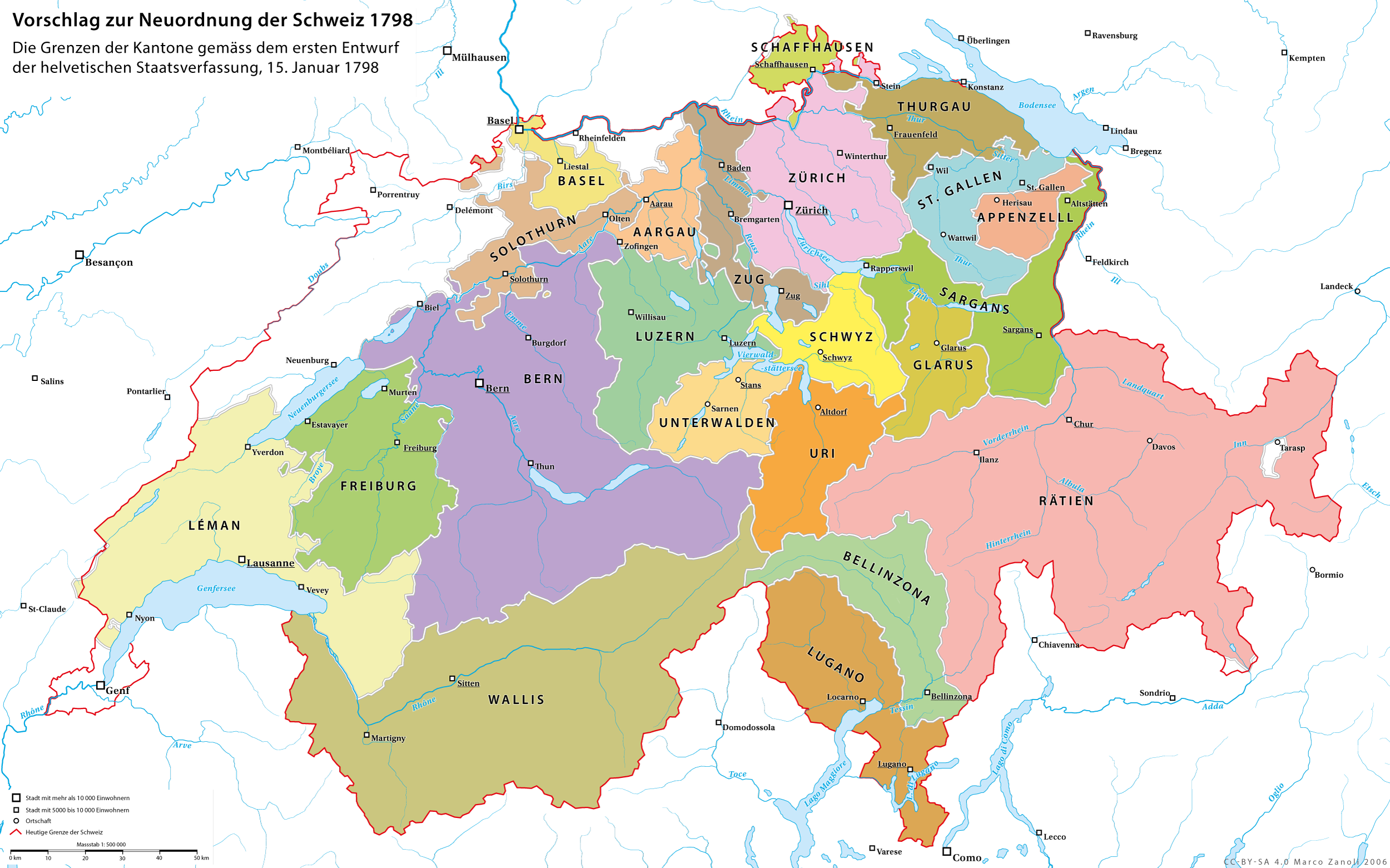
Тимчасова конституція Гельветійської Республіки, 15 січня 1798 р.
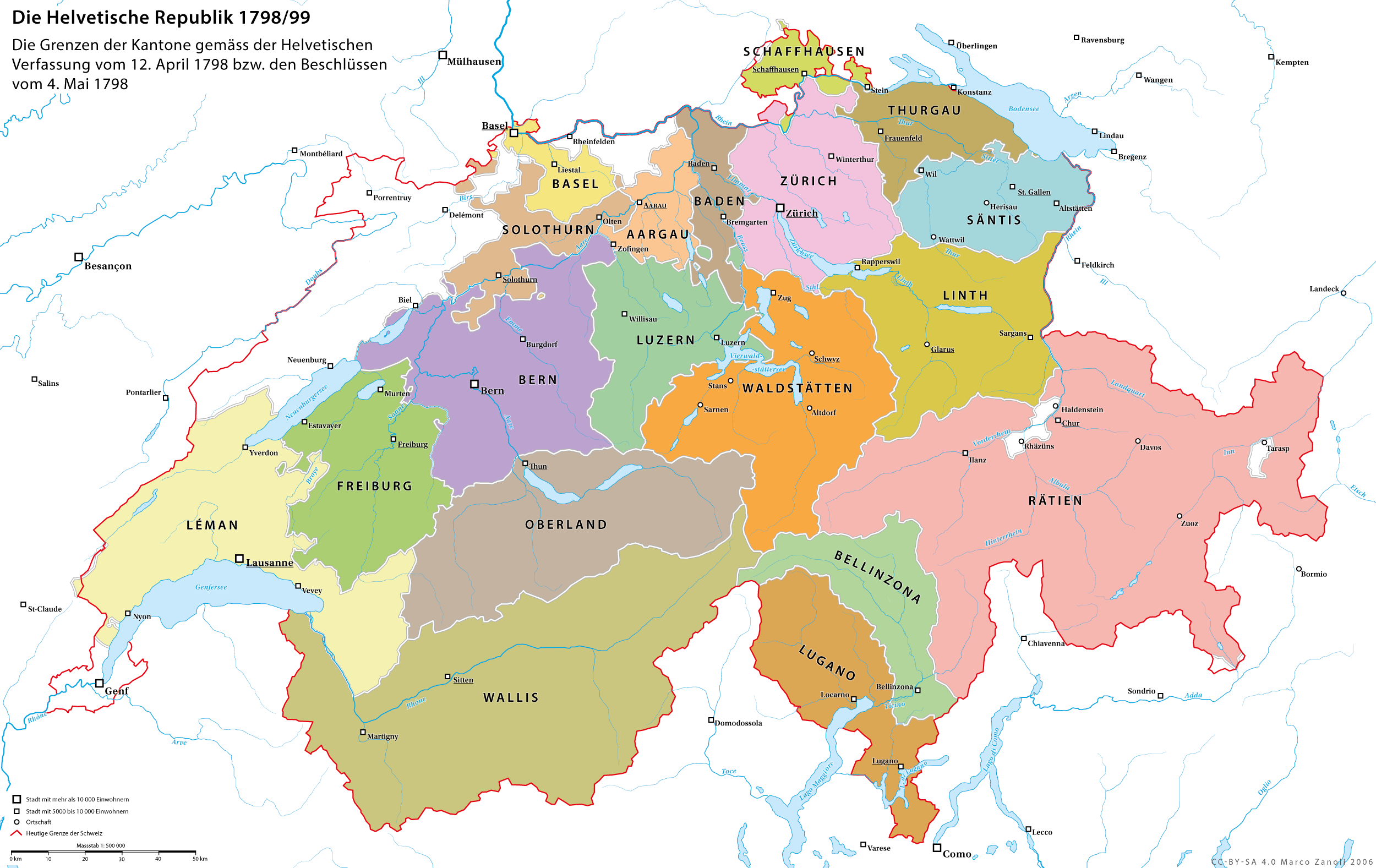
Конституція Гельветійської Республіки, 12 квітня 1798 р.
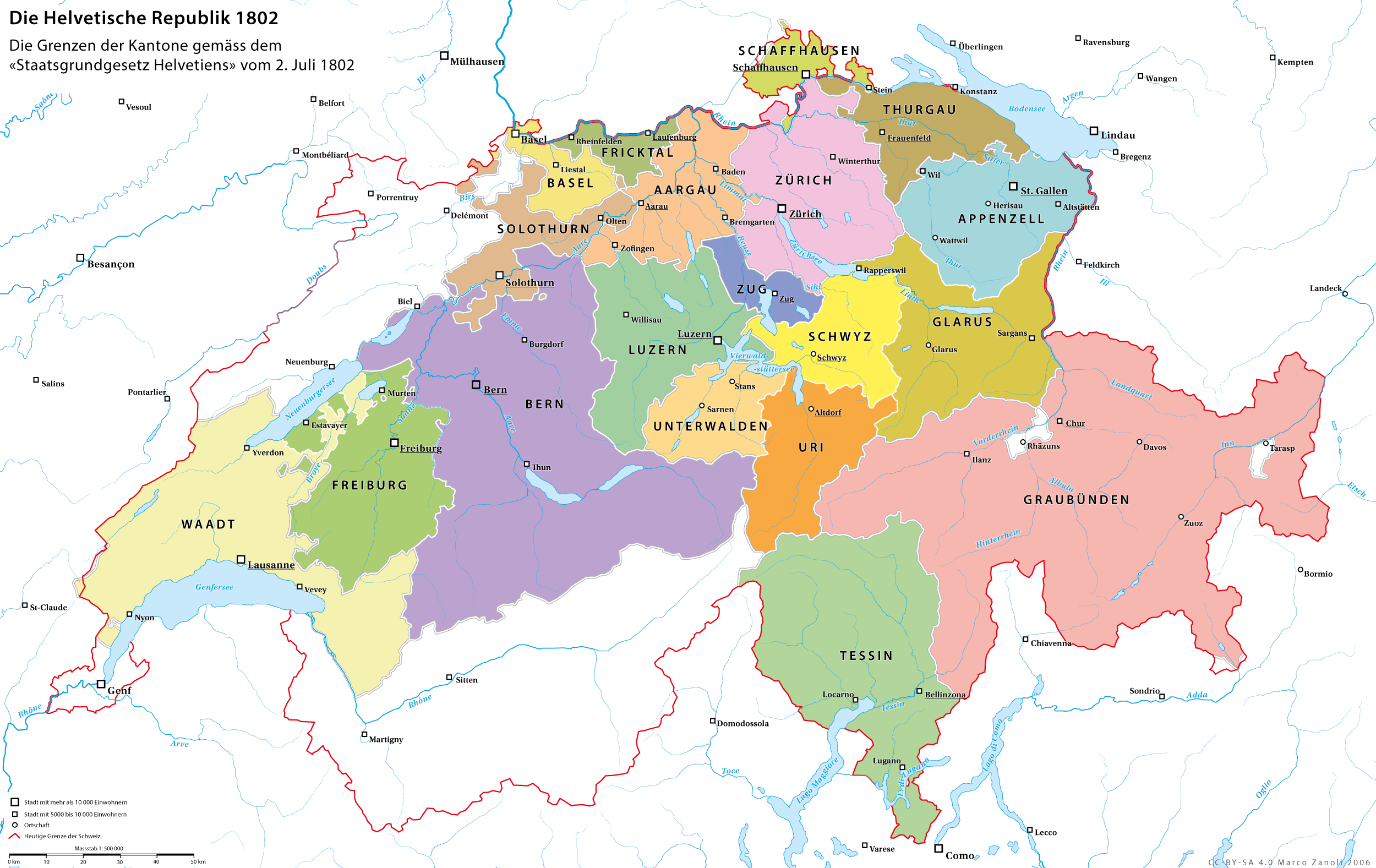
Гельветійська Республіка з кордонами згідно з Другою Гельветійською конституцією від 25 травня 1802 року.
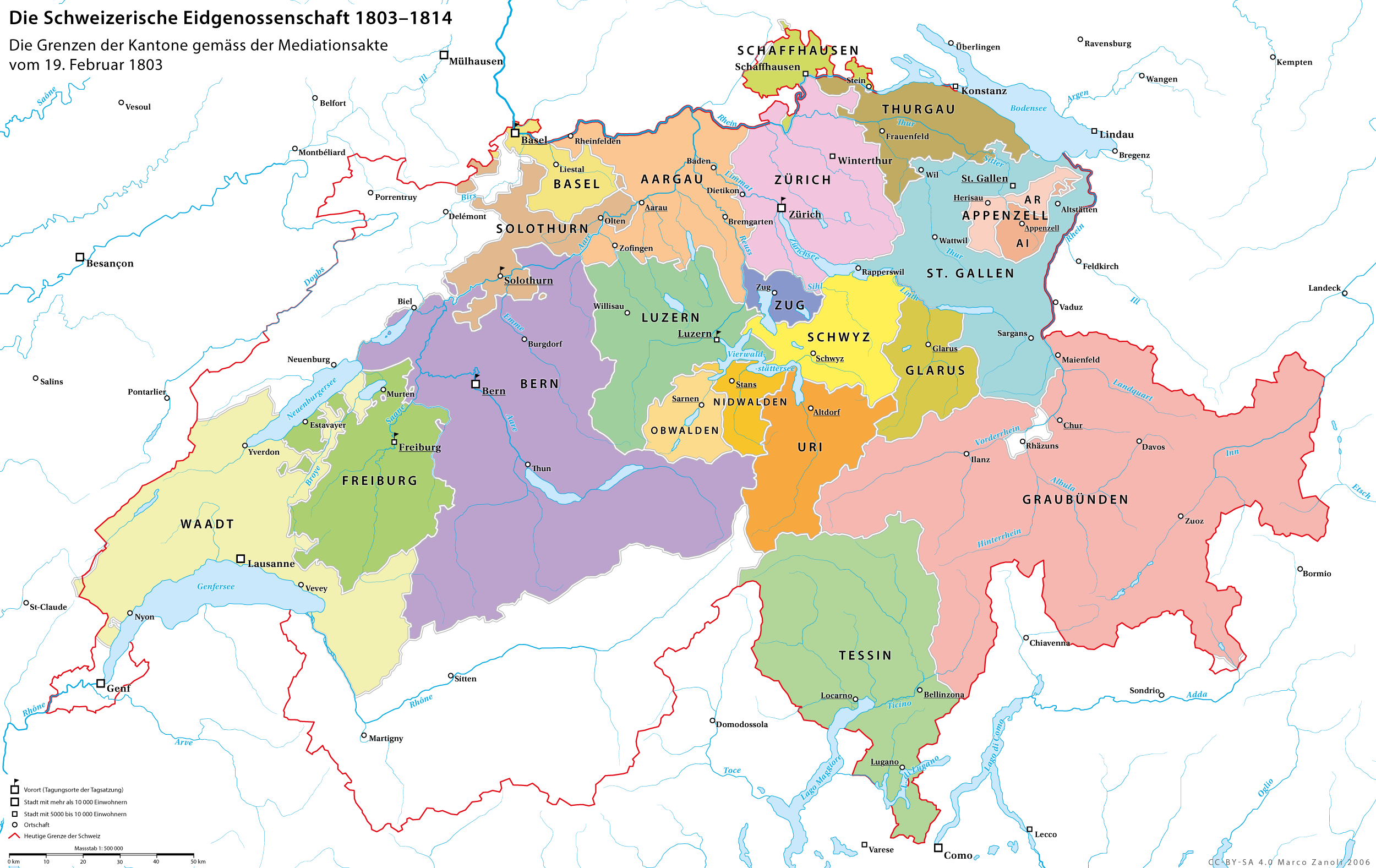
Швейцарія після Акту про медіацію в епоху Наполеона до 1815 року.
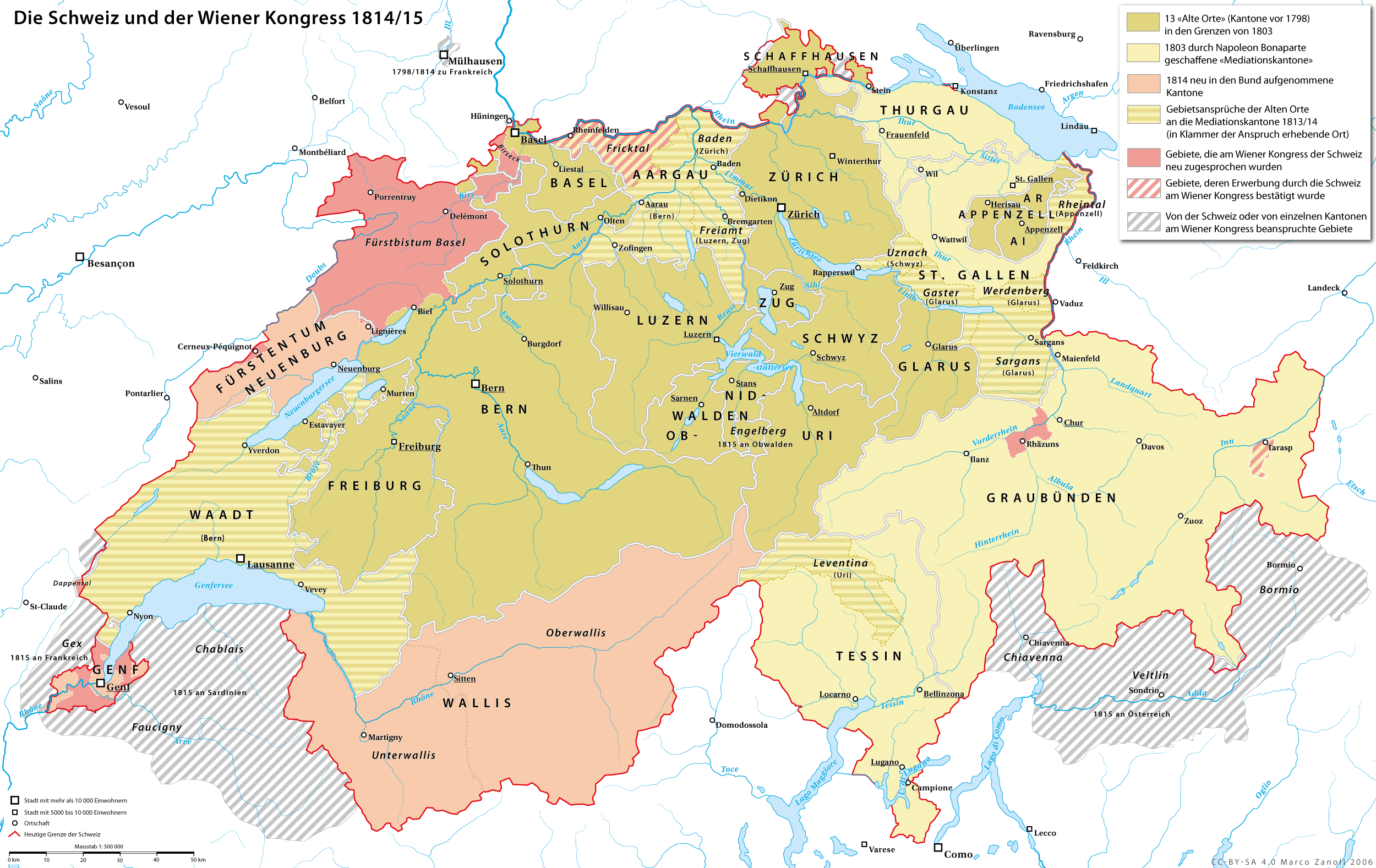
Реорганізація та розширення Швейцарії під час Віденського конгресу 1814 року.
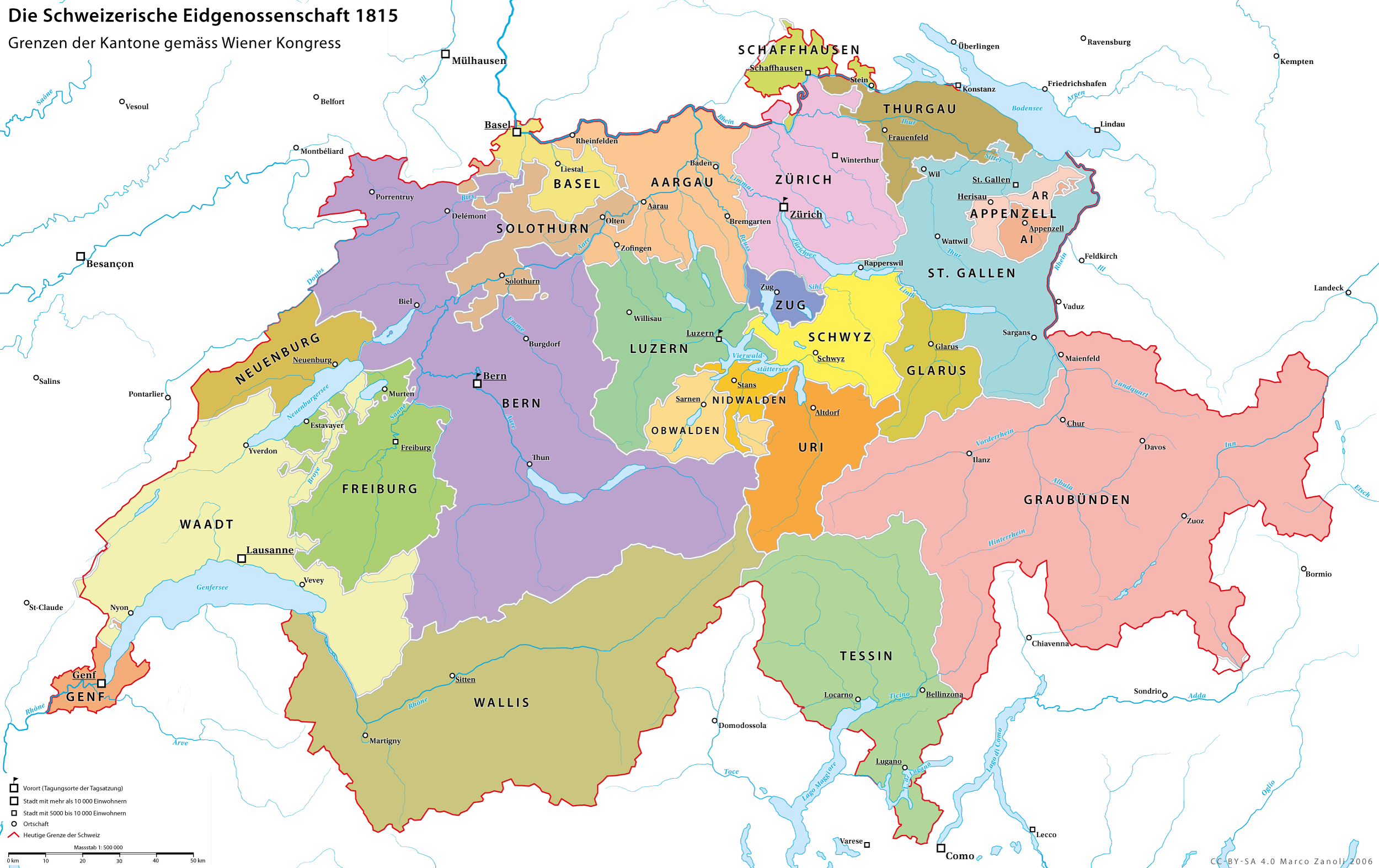
Швейцарія під час Реставрації, 1815—1847.